# Paty Cantú
Pour les articles homonymes, voir Cantu.
 (mai 2012).
Si vous disposez d'ouvrages ou d'articles de référence ou si vous connaissez des sites web de qualité traitant du thème abordé ici, merci de compléter l'article en donnant les références utiles à sa vérifiabilité et en les liant à la section « Notes et références ».
Patricia Giovanna Cantú Velasco, née le 25 novembre 1983 à Guadalajara, plus connue sous le nom de scène Paty Cantú, est une actrice et chanteuse-compositrice mexicaine. Elle est connue pour sa participation au groupe mexicain « Lu » puis pour sa carrière solo. Son plus gros succès est son titre No fue suficiente.

## Biographie
Paty Cantú forme un duo avec Mario Sandoval au sein du groupe Lu. Elle quitte le groupe lorsqu'elle n'est plus d'accord avec les contraintes qu'il lui impose à savoir ne chanter que les refrains et ne pas apparaitre devant les caméras lors des couplets. Après s'être retirée du groupe, elle commence à écrire des chansons pour son premier album, 54 au total.[réf. nécessaire]
En novembre 2008, Cantú sort son premier single Déjame Ir (Laisse-moi partir) qui est perçu comme un message après sa rupture professionnelle avec Mario Sandoval. Le titre atteint la 10e place dans le Top Airplay Radio mexicaine ; le succès est immédiat. Une vidéo est créée par MTV le 18 novembre. Son album Me Quedo Sola est publié le 27 janvier 2009 chez EMI. Il est composé de dix chansons, neuf écrites par elle et une écrite par Billy Mendez de Motel.[réf. nécessaire]
No fue suficiente, son deuxième single, est publié le 21 février. Le clip inspiré par Tim Burton est produit par Esteban Madrazo et diffusé d'abord dans « Los 10 + Pedidos » de MTV.[réf. nécessaire] Elle commence à écrire des chansons pour Alejandro Fernández, pour son premier album Dulce María, ainsi que divers titres de Alejandra Guzmán